# Indumentaria universitaria en España

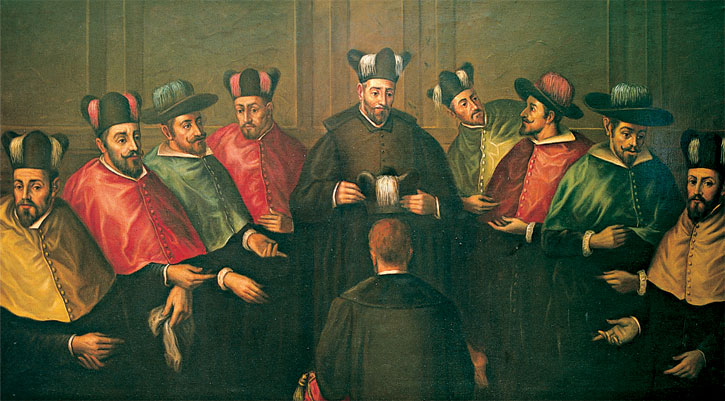
Imposición del Birrete doctoral en la Universidad Complutense.

La indumentaria universitaria en España es el conjunto de ropajes tradicionales que visten los miembros de la comunidad universitaria en determinados actos. Tiene su origen en la tradición grecolatina que, a través de los hábitos clericales, conforma el atuendo de los componentes de la comunidad universitaria, estudiantes, licenciados, doctores, rectores, etc.
Una de los primeros documentos donde se dictan ciertas normas para la vestimenta académica son las Constituciones del Cardenal Cisneros, aunque es en la Constitución XII de las promulgadas por Carlos III en 1779 donde se diferencia por primera vez, por medio de la beca y la rosca, entre las distintas titulaciones (gramáticos, filósofos, de lenguas, médicos y teólogos), unificando el resto de la indumentaria, de aspecto clerical (mantos y vestimentas interiores de color negro).
Dicha indumentaria llega a su reglamentación gracias a las normativas impuestas por Isabel II en 1850, y la posterior ratificación de las normativas promulgadas en 1931 configuran el traje académico, dejando, no obstante, presente que estas normativas no hicieron más que legalizar las costumbres universitarias, aunque en aquellos momentos estuviesen en desuso.

## Componentes Indumentaria Académica

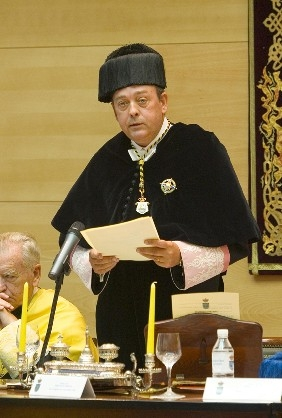
Diego Sales Márquez, antiguo Rector de la UCA.

A continuación se enumeran los distintos elementos que actualmente, en España, componen la indumentaria académica:

### Toga
Como comentábamos las prendas ceremoniales universitarias, provienen de la hábitos romanos, así la toga era la prenda principal exterior y vestimenta nacional usada por los romanos, por encima de la túnica.
Es de paño de color negro, generalmente de alpaca o tergal, con vueltas de raso. Su longitud debe prolongarse hasta los 30-35 centímetros por encima del suelo. Es común para todos los vestidos académicos, no variando ni en color ni en forma. Es el traje utilizado tanto en el ejercicio de la abogacía y la procura, por lo que es llevado por jueces, magistrados, letrados o procuradores, como en actos académicos, y llevado por licenciados, doctores, etc. Bajo la misma se lleva traje negro con corbata o pajarita negra (blanca en los actos solemnes), camisa blanca y zapatos cerrados negros.
Los eclesiásticos sustituyen la toga por su vestimenta talar habitual, siendo un error usar conjuntamente ambas prendas.

### Muceta
En principio la muceta, llamada tradicionalmente en este ámbito capirote, era un trozo de tela, con capucha, que puesta sobre los hombros, como parte de la capa o adherida a ella, protegía a los agricultores o a los peregrinos de la lluvia, el sol y otras inclemencias del tiempo. Como la mayoría de la indumentaria académica, tiene un origen eclesiástico, ya que los prelados no eran sino “labradores de la viña del Señor”. Así, hoy en día es usada tanto por los obispos, cardenales o el Papa, como por los doctores, rectores y licenciados.
Del uso de la capucha o cogulla se ha especulado mucho, opinando que su uso era como porta pergaminos e incluso para recibir en solemne acto el título de Licenciado. Aun cuando, posiblemente esos usos hayan sido reales, eso no quiere decir que la evolución de la muceta fuera debida a cubrir esas necesidades.
La muceta o capirote es de raso, del color distintivo de la Escuela o Facultad donde se hayan obtenido los títulos de Doctor, Licenciado o Graduado, forrada de seda negra, abotonada por delante; debe cubrir el codo. Como excepción, la muceta del Rector es de terciopelo negro y con la abotonadura también en negro. Sólo aquellos doctorados en más de una Facultad o Centro, pueden llevar la abotonadura de los respectivos colores distribuidos por igual. En la parte posterior lleva una gran cogulla, excepto las de Ingeniero que no tienen cogulla.

### Puñetas
Las puñetas son el encaje o vuelillo en las bocamangas bordadas de las togas u otros trajes ceremoniales. Académicamente su uso está restringido a los doctores que, sobre las puñetas que son de raso del color del centro donde se doctoraron, vestirán un vuelillo de encaje blanco. Los botones (aunque actualmente no se usen) deberían ser del mismo color que las puñetas, excepto las del Rector que serían de oro y las de los Decanos o Directores de Escuelas, que serían de plata. Las puñetas del Rector serán de color rosa o encarnado vivo.

### Birrete

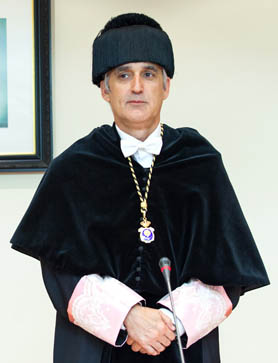
El anterior rector de la Universidad de La Rioja, José Arnáez, vestido con la toga, el birrete en la cabeza y la medalla al pecho.

Es un tocado que tradicionalmente era como el de los sacerdotes de entonces, de forma cilíndrica o troncocónica, terminado en cuatro picos (ver ilustración arriba) con los signos distintivos de los estudios realizados, en forma de borlón o flecos. Actualmente tiene forma prismática y puede llevar como remate una borla o flecos, según se expresa a continuación. Se usa en actos ceremoniales, por magistrados, jueces, letrados y componentes de la comunidad universitaria.
- De estudiante: birrete parecido al de los sacerdotes, de forma hexagonal, con seis lados y formando seis ángulos iguales tiene una altura de unos quince centímetros, y está forrado de raso negro, sin ningún adorno.

- De licenciado o graduado: Igual que el anterior, pero coronado con una borla de seda floja, de dos centímetros de largo, del color distintivo de la Facultad en la que se obtuvo el título de Licenciado o Graduado. Si se tienen dos licenciaturas o más, los respectivos colores se mezclan en el borlón.

- De doctor: El birrete doctoral tiene forma octogonal, forrado de raso negro con flecos del color distintivo de la Facultad en la que obtuvo el doctorado, a excepción de aquellos que posean más de un doctorado, que pueden usar en los flecos los colores de los mismos por partes iguales. La borla, que cubrirá enteramente la parte superior, será del mismo color que los flecos.

- El birrete de Rector se distingue porque es el único entero de color negro, borlón y flecos.

### Guantes blancos
Son de uso privativo de los doctores y son símbolo de pureza.

### Anillo
Aparte de cierto sentido simbólico de matrimonio con la ciencia, el anillo de doctor es también heredero de los anillos para sellar dictámenes profesionales.

### Bastón
El bastón es la insignia de mando o de autoridad por antonomasia y es, generalmente, de caña de Indias. Es el símbolo de autoridad de decanos y rectores, sobre sus respectivas facultades y universidades.
En el ya mencionado Real Decreto isabelino de 1850 se establece el uso del Bastón, que deberá ser de caña o concha con la empuñadura de oro o dorada y con un cordón del mismo color de aquel de la muceta terminado en unas borlas. De este Real Decreto se desprende la atribución del uso del bastón como símbolo de autoridad y poder a los Decanos y Rectores.
De esta forma el cordón del Bastón del Rector deberá ser de seda negra trenzada en oro y el del Decano de seda del color de la muceta trenzado en oro.
De la misma naturaleza del Bastón se desprende que sólo sea utilizado en el ámbito de la Universidad a la cual pertenece, no debiendo utilizarse cuando se asista a actos en otras Universidades.

### Medallas
Las medallas universitarias constituyen el más significativo símbolo de distinción entre los rangos y honores alcanzados y es uno de los más importantes símbolos universitarios. Su origen se debe al reinado de Isabel II, que establece la forma, el tamaño y el material y qué debe aparecer en el reverso y en el anverso de las medallas universitarias.
El uso de las medallas se extiende al ámbito social. Es cada día más habitual que las autoridades académicas asistan por ejemplo en la Semana Santa a las procesiones[cita requerida], especialmente cuando existen cofradías de estudiantes. Aunque en determinados casos se asiste con el traje académico, lo habitual no es hacerlo con las ropas habituales, y aunque la norma marque que en estos casos se debería usar la placa pectoral, es lo más común que se utilicen las distintas medallas.
- Medalla de Doctor o Postgraduado: Debe ser realizada en oro o en metal dorado. En el reverso figura la leyenda CLAUSTRO EXTRAORDINARIO UNIVERSITARIO y en el anverso el escudo de España orlado de palmas. El cordón de la misma, ha de ser de seda del color del centro. Su uso como es evidente, está restringido a los doctores.

- Medalla profesoral: Aunque en la mayoría de las Universidades esta medalla se usa como medalla de catedráticos es de destacar que en su origen, era la medalla que podía llevar cualquier profesor que perteneciese a la Universidad.

Como la anterior ha de estar realizada en oro o en metal dorado. En ella debe figurar en el reverso el lema PERFUNDET OMNIA LUCE bajo el sol que se representa mediante la cabeza de Apolo, dios de la luz, también venerado como dios de la poesía, de la música y de las artes. Finalmente y como en la anterior figura en el anverso el escudo de la nación.
La Medalla que utilizarán los Decanos y Directores de Centro, durante el ejercicio del cargo, será la profesoral con cordón del color distintivo de la Facultad e hilo de oro. Los Vicedecanos y Subdirectores de Centro y los Secretarios de Centro podrán utilizar la misma Medalla profesoral, con el cordón mezclado con hilo de plata.
- Medalla rectoral: De uso exclusivo de los Rectores es igual que la Medalla profesoral pero esmaltada, en la actualidad en blanco en el anverso y en azul el reverso. Colgará de un cordón de seda negro trenzado en oro.

## Colores de las Escuelas o Facultades

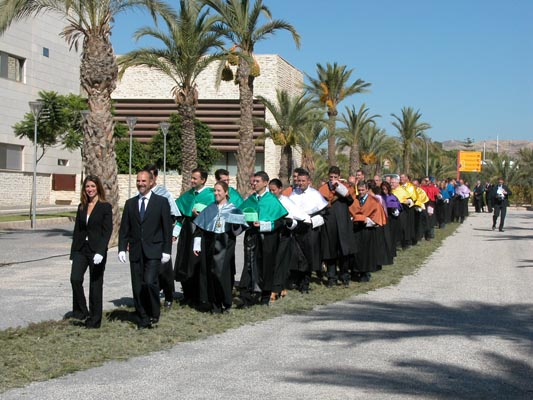
Procesión universitaria en la UMH de Elche.

Buscando la uniformidad y la ordenación de la enseñanza superior española en el siglo XIX, también se unificaron los grados y los símbolos académicos. Por ello se tuvo que legislar sobre los colores de las facultades españolas, que fueron regulados por el Real Decreto de 22 de mayo de 1859,
que aprueba el Reglamento de las Universidades del Reino.
Esta regulación estaba basada en la Ley de Instrucción Pública de 9 de septiembre de 1857, llamada Ley Moyano por haberla impulsado el entonces Ministro de Fomento Claudio Moyano. Había sólo seis facultades universitarias en las diez Universidades Españolas.
Los colores quedaban descritos así:
- Blanco de la Teología,
- Encarnado de grana la de Derecho,
- Amarillo de oro de la Medicina,
- Violeta de la Farmacia,
- Azul celeste la de Filosofía y Letras y
- Azul turquí la de Ciencias Exactas, Físicas y Naturales.

Actualmente en España los colores de las diferentes facultades y escuelas no están estandarizados por lo que puede haber variaciones dependiendo de la Universidad, sin embargo, los más comúnmente utilizados en las universidades españolas son los siguientes:
| Color         | Ejemplo | Facultad |
| ------------- | ------- | --- |
| Blanco        |         | Teología, Bellas Artes |
| Verde.        |         | Derecho canónico |
| Encarnado     |         | Derecho |
| Amarillo Oro  |         | Medicina |
| Celeste       |         | Filosofía y Letras, Humanidades, Geografía e Historia                                                                                       |
| Violeta       |         | Farmacia |
| Azul Turquí   |         | Ciencias formales, Ciencias naturales |
| Naranja       |         | Economía, Finanzas y Contabilidad, ADE, Ciencias Políticas, Sociología, Antropología Social y Cultural, Relaciones Internacionales, Turismo |
| Lila          |         | Psicología |
| Fucsia        |         | Odontología |
| Gris medio    |         | Enfermería |
| Gris plomo    |         | Ciencias de la Información, Criminología |
| Verde azulado |         | Traducción e Interpretación |
| Azul claro    |         | Ciencias de la Educación |
| Verde claro   |         | Ciencias de la Actividad Física y el Deporte                                                                                                |
| Verde         |         | Veterinaria |
| Marrón        |         | Arquitectura e Ingenierías |
| Negro         |         | Rectoral |